# Ladrawan
Ladrawan là một thị trấn thống kê (census town) của quận Jhajjar thuộc bang Haryana, Ấn Độ.

## Nhân khẩu
Theo điều tra dân số năm 2001 của Ấn Độ, Ladrawan có dân số 8007 người. Phái nam chiếm 55% tổng số dân và phái nữ chiếm 45%. Ladrawan có tỷ lệ 49% biết đọc biết viết, thấp hơn tỷ lệ trung bình toàn quốc là 59,5%: tỷ lệ cho phái nam là 57%, và tỷ lệ cho phái nữ là 39%. Tại Ladrawan, 17% dân số nhỏ hơn 6 tuổi.